# 王充一
王充一（法語：Anicetus Andrew Wang Chong-yi；1919年10月26日—2017年4月20日；聖名：啟德），是天主教中國籍主教。曾任貴州貴陽總教區主教，中方稱為貴州教區主教。（1988年-2014年）

## 生平
王充一出生於1919年10月26日，在中華民國貴州省鎮寧縣黃果樹鎮的信徒家庭，從小就萌發修道意願。13歲進入貴陽小修院，歷經保祿中修院、伯鐸大修院的學習。於1949年10月24日，王充一在29歲時晉鐸。晉鐸後，曾出任湄潭天主堂和遵義天主堂的主任司鐸。
1966年至1979年的文化大革命期間，被強迫下放到鎮寧農村勞動9年。1979年回到遵義天主堂，1981年任貴陽北堂本堂。
1988年11月29日，由中國政府控制的中國天主教愛國會主教選舉中，王充一當選成為貴陽總教區主教。但是，1987年胡大國獲地下教會主教秘密晉牧成為貴陽總教區正權主教。同年12月4日，王充一由濟南總教區主教宗懷德主禮晉牧。後來，王充一的任命獲得時任教宗若望保祿二世認可。1997年，地下教會主教胡大國調任石阡宗座監牧區宗座監牧。
1999年12月6日，中國政府官方組織貴州省中國天主教愛國會擅自將貴陽總教區、安龍教區和石阡宗座監牧區合併及成立貴州教區，貴陽總教區正權主教王充一擔任貴州教區主教。同月17日，得到中國天主教主教團和中國天主教愛國會的批復同意。但是，聖座不承認有關變動，維持原有劃分。
王主教任內曾分別於1995年非法主禮晉牧北海教區非法主教陳除及非法襄禮昆明總教區非法主教馬英林。
2007年9月8日，王充一主教主禮晉牧蕭澤江為貴陽總教區助理主教。直至2014年9月8日榮休，並由蕭澤江接替成為貴陽總教區正權主教。
2017年3月，王主教因器官衰竭需要住院，後從貴陽返到家鄉黃果樹鎮。同年4月20日，王充一主教於中國貴州省鎮寧縣黃果樹鎮的醫院逝世，享年97歲。